# Филип Лудвиг фон Зајдел
Филип Лудвиг фон Зајдел (Цвајбрикен, 24. октобар 1821 — Минхен, 13. август 1896) био је немачки математичар.
Године 1857, фон Зајдел је декомпоновао монохроматске аберације првог реда на пет аберација. Оне су познате као пет Зајделових аберација (видети Зајделова теорија аберација).
Постоји Месечев кратер који је назван по Зајделу.
Гаус-Зајделова метода је корисна нумеричка итеративна метода за решавање система линеарних једначина.